# Overseer (artiest)
Rob Overseer is een Brits Big Beat-artiest uit Leeds die speelt onder zijn achternaam Overseer. In 2003 bracht hij het muziekalbum Wreckage uit. Daarvoor kwamen er ook al enkele ep's en singles uit. Zijn werk is vooral bekend van reclamespots en videospellen.

## Biografie
Overseer groeide op in Leeds, een stad in het Verenigd Koninkrijk. In zijn tienerjaren speelde hij gitaar voor schoolbandjes en luisterde hij vooral naar rockmuziek, zoals The Cure, The Smiths en The Sisters Of Mercy. Vervolgens kwam hij in contact met de muziek van onder andere de band Pop Will Eat Itself en ontwikkelde hij een voorliefde voor elektronische muziek. Maar ook werd hij sterk beïnvloed door de metal die hij van zijn broer te horen kreeg. Dit alles resulteerde in Overseers muziekstijl van breakbeats gemengd met metal en rock. Meestal wordt zijn muziek ook tot het genre van de Big Beat gerekend. Nadat hij live begon te spelen in clubs bracht hij zijn eerste producties uit: in 1996 kwam zijn ep The Zeptastic uit op 12 inch-vinyl en vervolgens ook Hit The Tarmac (onder naam van "Dr. Chug") op 12 inch. Beide ep's kwamen uit op het label Soundclash. Overseer viel op in de Big Beatscene en kreeg al snel goede kritieken van grote dj's als Norman Cook. Uiteindelijk werd hij opgemerkt door Columbia Records, die hem een platencontract aanboden. Onder het label van Columbia produceerde Overseer in 2000 nog Everything Louder Than Everything Else. In 2003 bracht Overseer vervolgens zijn eerste studioalbum uit, Wreckage. In 2005 werd Wreckage opnieuw uitgebracht door When! Records. Naast Wreckage en zijn ep's produceerde Overseer voorts ook enkele songs voor films en games. Daarvan kwamen er enkele nog uit als single en verder ook nog talrijke remixes. In 2006 kondigde Overseer op zijn blog een nieuw album aan, maar dit album werd uitgesteld tot later. Hij werkte ook samen met de zangeres Rachael Gray, onder meer aan het lied Sparks van zijn album Wreckage.

## Discografie

### Ep's

#### The Zeptastic
| Nr. | Titel     | Duur |
| --- | --------- | ---- |
| 1.  | Zeptastic | 3:54 |
| 2.  | Automatic | 5:07 |
| 3.  | Mad Lab   | 7:36 |
| 4.  | Adrenalin | 4:46 |

#### Hit The Tarmac
| Nr. | Titel                   | Duur |
| --- | ----------------------- | ---- |
| 1.  | Nervous                 | 5:34 |
| 2.  | Franky Says             | 5:03 |
| 3.  | Never Trust An Old Punk | 4:45 |
| 4.  | Signing On              | 4:30 |

#### Everything Louder Than Everything Else
| Nr. | Titel                               | Duur |
| --- | ----------------------------------- | ---- |
| 1.  | Stompbox                            | 4:07 |
| 2.  | Supermoves (Any Given Film Version) | 4:45 |
| 3.  | Chump Rock                          | 4:26 |
| 4.  | Insectocutor Dub                    | 4:33 |
| 5.  | Stompbox (Extended Mix)             | 5:23 |

### Albums

#### Wreckage[3]
| Nr. | Titel          | Duur  |
| --- | -------------- | ----- |
| 1.  | Slayed         | 4:49  |
| 2.  | Stompbox       | 3:53  |
| 3.  | Supermoves     | 4:47  |
| 4.  | Velocity Shift | 2:08  |
| 5.  | Horndog        | 3:29  |
| 6.  | Meteorology    | 5:34  |
| 7.  | Aquaplane      | 5:13  |
| 8.  | Doomsday       | 3:15  |
| 9.  | Basstrap       | 4:01  |
| 10. | Sparks         | 6:05  |
| 11. | Never          | 6:28  |
| 12. | Heligoland     | 27:04 |

N.B.: In 2005 werd het album uitgegeven in het Verenigd Koninkrijk door When! Records met de nummers in een andere volgorde, enkele nummers ingekort en zonder het nummer Stompbox.

### Singles
| Nr. | Titel                                                | Duur |
| --- | ---------------------------------------------------- | ---- |
| 1.  | Stompbox                                             |      |
| 2.  | Coldrock/Supermoves                                  |      |
| 3.  | Stand Clear (Overseer Retake) (Origineel van Adam F) |      |
| 4.  | Velocity Shift                                       |      |
| 5.  | Horndog                                              |      |
| 6.  | Horndog/Doomsday                                     |      |

### Remixes
| Nr. | Titel                                                                                   | Duur |
| --- | --------------------------------------------------------------------------------------- | ---- |
| 1.  | Flat-29 (Overseer Recondition) (Origineel van Bedlam Ago Go)                            | 7:15 |
| 2.  | In Absentia (Overseer's "Eat My Lemmy" Repossession) (Origineel van Glamorous Hooligan) | ?:?? |
| 3.  | Baris (Overseer Remix) (Origineel van Thriumph 2000)                                    | 4:11 |
| 4.  | Droppin' It (Thriumph 2000 Remix) (Origineel van Overseer)                              | 4:40 |
| 5.  | Jump Up In A Fashion (Overseer's "It's Obvious" Remix) (Origineel van Bullyrag)         | ?:?? |
| 6.  | About 3am (Overseer's "Pingpong" Remix) (Origineel van Dark Star)                       | 6:55 |
| 7.  | I Am The Sun (Overseer's "P.F.I.T." Remix) (Origineel van Dark Star)                    | 5:10 |

### Andere
| Nr. | Titel                                                     | Duur |
| --- | --------------------------------------------------------- | ---- |
| 1.  | Skylight (van Blade: Trinity Soundtrack)                  | 4:49 |
| 2.  | Screw Up (onder meer in de soundtrack van Gran Turismo 3) | 4:36 |
| 3.  | Invincible Love                                           | 3:32 |
| 4.  | Crash & Burn (Remix van "Nervous")                        | 4:37 |
| 5.  | Hammerhead (van Motor Storm: Arctic Edge soundtrack)      | 7:17 |
| 6.  | Santa Monica                                              | 3:01 |